# Berry Issoudun Première
Pour les articles homonymes, voir Bip.
Berry Issoudun Première, ou Bip TV, est une chaîne de télévision locale publique française diffusée sur le département de l'Indre. Elle traite de l’actualité du Berry ; l’information, le sport et la culture sont les principaux domaines traités grâce à des magazines et des émissions.
Elle est basée à Issoudun dans l'Indre.

## Histoire
C'est une télévision locale créée en décembre 2006, et portée par l'établissement public de coopération culturelle d'Issoudun (EPCCI). Selon la loi du 9 juillet 2004 sur la décentralisation, l’EPCCI réunit pour sa coopération : l’État, la commune d’Issoudun et la communauté de communes du Pays d'Issoudun. Le conseil d’administration, présidé par André Laignel, comprend des élus des deux collectivités, des représentants du personnel, des personnalités qualifiées et des représentants de l’État.
Bip TV bénéficie de synergies importantes : 
- un centre AFPA de formation aux métiers de l’audiovisuel ;
- des archives régionales du film (CICLIC);
- de l’IUT de Tours « Journalisme et communication » avec une option au métier de journaliste reporter d’images.

Bip TV diffuse également des programmes coproduits par l’union des télévisions locales de service public, avec « Ciclic » établissement public de coopération culturelle de la région Centre-Val de Loire, ou encore des programmes reçus au titre du partenariat comme avec Public Sénat.
Un contrat d’objectifs et de moyens a été signé en 2008, avec le conseil général de l'Indre. Il fut reconduit en 2013. Un deuxième contrat d’objectifs et de moyens a été signé avec la région Centre en 2013, ces deux collectivités soutiennent financièrement la chaîne et sont représentées dans le conseil d’orientation de celle-ci où la grille de programmes est validée.
En 2013, la communauté d'agglomération castelroussine décide de ne pas renouveler ses subventions. Une aide de la région Centre permet de continuer la diffusion. La suppression de quatre postes est annoncée.
Trois mois après la crise financière qui l’a secouée, Bip TV annonce pour le 25 avril 2013, le lancement de son nouveau site internet.
En 2015, Bip TV se dotant de nouveaux moyens techniques pour assurer des émissions en direct. André Laignel (président de EPCCI) annonce : « Nos projets de développement ont été freinés car il a fallu s'adapter à des moyens en baisse. Aujourd'hui, c'est un nouvel élan que nous voulons impulser autour de trois axes : réactivité, proximité, création ».

### Identité visuelle (logo)

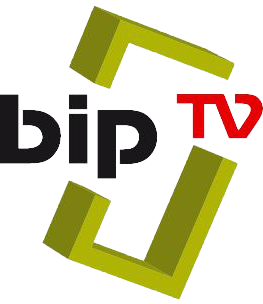
Logo actuel.

### Slogans
- « La première télévision locale gratuite du Berry. »
- « Priorité parole aux habitants du Berry. »
- « Réactivité, Proximité, Création. »

## Programmes

### Émissions

#### Actuelles
- Informations locales[5] (Bip info en semaine à 18h30 et BIP hebdo, le résumé de la semaine), de septembre a début juillet.
- Informations locales (Un jour, un été en Berry, le rendez-vous de l’été.), du lundi au vendredi à 18h30.
- Météo locale après chaque journal[5].
- Berry Match[5], débat et actualité sur le sport en Berry, le jeudi soir en alternance avec « On en débat ».
- Clap de Bip[5], magazine du cinéma, chaque mardi soir, après le journal.
- Kaleidoscope, magazine culturel diffusé chaque jeudi soir, après le journal.
- NipponBunka, magazine culturel consacré aux mangas et à l'animation japonaise.
- Week-end en Berry[5], toutes les idées de sorties de l'Indre et du Cher pour le week-end.

#### Anciennes
- Marivole[5], émission qui présentait chaque semaine un village de l'Indre et qui fut arrêtée depuis septembre 2013.
- On en Débat, débat politique de société dans le Berry, le jeudi soir en alternance, avec Berry Match.

### Animateurs
- Vincent Billy[6], Linda Kerfa (Linda Kerfa quitte la chaine le 12 avril 2013, pour rejoindre TVR - Rennes 35 Bretagne) et Sarah Benhassen[6] pour le journal télévisé.
- Laurent Fortat[6] pour le Mag des sports avec Vincent Billy et Top Chrono.
- Laurent Mabed[6] pour Ultrason et RDV avec les Artisans.
- Philippe Riou[6] pour Week-end en Berry.
- Sarah Benhassen pour Kaleïdoscope.

## Diffusion
Elle est diffusée sur le canal 36 de la TNT du département de l'Indre.